# الاكمة (ذي البارات)

تعديل مصدري - تعديل

الاكمة محلة تابعة لقرية ذي البارات، التابعة لعزلة سير بمديرية بعدان إحدى مديريات محافظة إب في الجمهورية اليمنية، بلغ تعداد سكانها 70 حسب تعداد اليمن لعام 2004.